# 香港天線

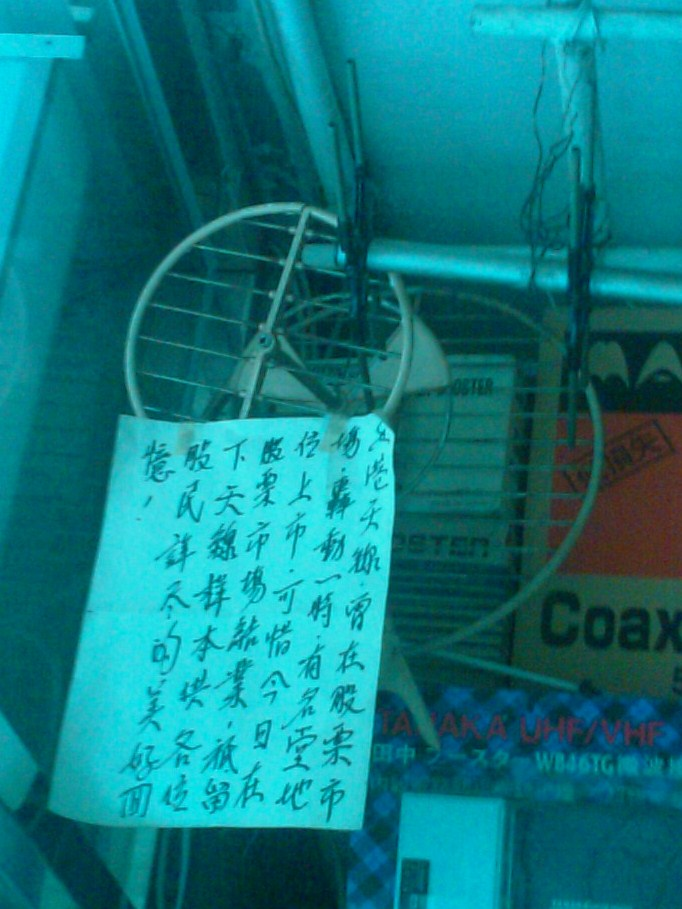
存放於深水埗區某天線鋪內的「香港天線公司」的天線樣本（2010年）

香港天線有限公司，簡稱香港天線（英語：Hong Kong Antenna and Engineering Company Limited），除牌時在九龍證券交易所的（股份代號：205），是一間已結業的香港上市公司，創辦人有香港中文大學電子計算學系教授樂秀章（Shiu-Chang Loh）等人，董事則有會計師身兼九龍證券交易所（俗稱九龍會）的創辦人陳普芬、名醫方心讓（公司大股東）等，該公司宣稱其主要業務是研發電視天線。

## 概要
由於1970年代初電視機在香港家庭日益普及，通過大氣電波傳送的免費電視大受歡迎，而原本屬於有線收費電視的麗的映聲也改爲無線免費播放，其時香港市場對電視接收設備大有需求，電視設備開發及產銷成爲新興行業，所以宣稱開發電視天線的香港天線，在當年被認爲是研發高科技產品而被股民熱捧。
1970年代初期，香港股市進入瘋狂階段。1972年11月22日，香港天線宣佈將於九龍證券交易所上市，聲稱發明了一種可供家庭使用的天線，雖然招股書內容清楚寫明「本公司剛成立，尚未開始經營……上市集資作研究和發展用途……對未來派息未能保證」，但因爲公司領導層非富則貴，並有大學教授坐陣，產生名人效應，股民忽視了當中的風險，自上市起便受到瘋狂追捧。
香港天線股票的招股價為每股1港元，在1972年12月5日上市。上市首日最高報3.2港元（升2.2倍），收市報2.522港元（升約1.5倍），大約6星期後的1973年1月23日，香港天線已升至30港元（升29倍），達到歷史最高位，因此被當時的股民稱為「香港黐線」，「黐線」在粵語中即是「神經病」、「發瘋」的意思。但好景不長，在3月的1973年香港股災開始爆發前，其股價已經跌至停牌，自此一沉不起，被認為是一隻泡沫股。香港天線最後倒閉及清盤，股票變成一堆廢紙，其短短兩三個月間由急升到大幅下挫，最終一文不值，後來被稱爲香港第一隻「妖股」、「老千股」。

## 相關影視作品
- 1992年，《大時代》，劇中劉松仁經常罵垃圾股「世界天線」，即影射「香港天線」。[3]

## 伸延閱讀
- The Inventions and Ventures of HK Tech Pioneer Prof. S.C. Loh（頁面備份）
- 1972年12月5日《華僑日報》港股行情
- 1973年1月23日《華僑日報》港股行情